# Un viaje mágico
Un viaje mágico (en alemán Die Abenteuer von Pico und Columbus y en inglés The Magic Voyage) es una película de animación alemana de 1992 dirigida por Michael Schoemann. La película se basa en el viaje en el que Cristóbal Colón descubre América en 1492.

## Argumento
La película comienza con Pico el gusano que está a bordo de un barco donde conoce a Cristóbal Colón. Juntos van al viaje del descubrimiento y que cumplan con un montón de criaturas, como el Marilyn el luciérnaga donde Pico está enamorado, cuando el enjambre oye secuestrado va a Pico y Colón el al oeste y descubrirá que América para rescate a Marilyn y encontrar también el oro de un templo de oro.

## Reparto

### Versión alemana
- Michael Habeck - Cristóbal Colón
- Jens Wawrczeck - Pico
- Katja Nottke - Marilyn
- Christian Schult - Fernando II de Aragón
- Beate Hasenau - Isabel I de Castilla
- Lutz Mackensy - castor
- Eric Vaessen - Príncipe / Diego / Jefe
- Thomas Karallus - Herald
- Hans Paetsch - Narrador

### Versión en inglés
- Dom DeLuise - Cristóbal Colón
- Corey Feldman - Pico
- Irene Cara - Marilyn
- Dan Haggerty - Fernando II de Aragón
- Samantha Eggar - Isabel I de Castilla
- Campbell Morton - castor
- Dan Haggerty - Jefe
- Jim Cummings - Diego
- Mickey Rooney - Narrador

### Versión en español
- Roberto Alexander - Cristóbal Colón
- Guillermo Romano - Narrador